# Ucraina la Concursul Muzical Eurovision 2010
Ucraina și-a desemnat inițial reprezentantul, pe Vasyl Lazarovych, în urma unei selecții interne, unde toate piesele erau cânte de Lazarovych, la data de 6 martie 2010, odată cu România. Totuși, piesa câștigătoare, I Love You... nu i-a mulțumit pe șefii delegației, astfel că s-a organizat încă o finală, pe 20 martie, câștigată de Alyosha cu piesa „To Be Free”, care a fost descalificată deoarece piesa exista pe internet din 2008, pe site-ul Amazon.de. Deocamdată nu se cunoaște dacă Alyosha va mai merge la Oslo în mai.

## Finala din 6 Martie
| Nr. Crt. | Artist           | Titlu                   | Textier(i) (l) / Muzică (m)                |
| -------- | ---------------- | ----------------------- | ------------------------------------------ |
| 1        | Vasyl Lazarovych | "Adrenalin" (Адреналін) | Dmitriy Klimashenko (m), Olga Yarynich (l) |
| 2        | Vasyl Lazarovych | "Shine of Your Star"    | Ziga Pirnat (m & l), Brandon Stone (m & l) |
| 3        | Vasyl Lazarovych | "I Know"                | Nikola Karajia (m), Brandon Stone (l)      |
| 4        | Vasyl Lazarovych | "Don't Wanna Lose You"  | Claes Andreasson (m & l)                   |
| 5        | Vasyl Lazarovych | "I Love You"            | Brandon Stone (m & l), Olga Yarynich (l)   |

## Finala din 20 martie
| Nr Crt | Artist              | Titlu                | Textier(i) (l) / Muzică (m)                   | Punctaj | Loc |
| ------ | ------------------- | -------------------- | --------------------------------------------- | ------- | --- |
| 1      | Vitalij Kozlovskyj  | "I Love"             | V. Serov (m), H. Kruhlyk (l)                  |         |     |
| 2      | Vasyl Lazarovych    | "I Love You"         | B. Stone (m & l), O. Yarynich (l)             | 26      | 7   |
| 3      | SH & BB             | "Ne zhurys"          | D. Bohush (m), Y. Kolesnik (l)                |         |     |
| 4      | Oleksij Matias      | "Anheli ne umyrayut" | K. Meladze (m & l)                            | 34      | 3   |
| 5      | Zaklyopky           | "Anybody Home?"      | K. Komar (m), S. Kabanec (l)                  | 25      | 8   |
| 6      | Ivan Berezobskyj    | "No Doubt"           | M. Nekrasov (m), O. Chornyj (l)               | 22      | 10  |
| 7      | Stereo              | "Ne sxody s uma"     | S. Shurins (m & l)                            | 22      | 10  |
| 8      | Iryna Rozenfeld     | "Forever"            | I. Rozenfeld (m), O.Mankin (l)                | 28      | 6   |
| 9      | Shanis              | "Lechu k tebe"       | M. Shajduryk (m), T. Piskun (l)               |         |     |
| 10     | Max Barskyh         | "Belij voron"        | M. Barskyh (m & l)                            |         |     |
| 11     | Vladislav Levytskyj | "Davaj, davaj"       | V. Levytskyj (m), T. Topolya (l)              |         |     |
| 12     | Miya                | "Vona"               | N. Savko (m & l)                              |         |     |
| 13     | DaZzle Dreams       | "Emotion Lady"       | D. Cyperdyuk (m & l)                          |         |     |
| 14     | Masha Subko         | "Ya tebya lyublyu"   | R. Kvinta (m), V.Kurovskyj (l)                | 36      | 2   |
| 15     | Zlata Ognevych      | "Tiny Island"        | M. Nekrasov (m), Y. Matyushenko (l)           | 30      | 5   |
| 16     | Mira Gold           | "Crazy Lady"         | M. Hold (m), S. Sytnyk (l)                    |         |     |
| 17     | Nataliya Valevska   | "Europe"             | R. Kvinta (m), N. Valevska (l), L. Flint (l)  | 31      | 4   |
| 18     | Juliya Voice        | "Zavyazhy mne hlaza" | J. Voice (m & l)                              |         |     |
| 19     | El Kravchuk         | "Fly To Heaven"      | A. Danylko (m), S. Horov (l), V. Dikenson (l) | 22      | 10  |
| 20     | Alyosha             | "To Be Free"         | O. Kucher (m), B. Chykalyuk (l)               | 38      | 1   |